# Brucepattersonius guarani
Brucepattersonius guarani és una espècie de mamífer rosegador de la família dels cricètids. És endèmic de la província de Misiones (Argentina). Se sap molt poca cosa sobre la història natural i l'estil de vida d'aquesta espècie. El seu hàbitat natural és la Mata Atlàntica. Està amenaçat per la desforestació.